# 藤原朝元
藤原 朝元（ふじわら の あさもと）は、平安時代中期の貴族。名は朝光とも表記される。藤原北家小一条流、左近衛中将・藤原実方の子。官位は従四位下・陸奥守。

## 経歴
寛弘8年（1011年）新帝三条天皇の六位蔵人に補される。当時の官位は正六位上・右兵衛尉。
従五位下に叙爵の後、長和4年（1015年）和泉守に任ぜられる。朝元は蔵人を辞したのち、わずか3年ほどで受領になっていることから、この任官は三条天皇の意向によるものと想定される。在任中の寛仁元年（1017年）藤原教通が長谷寺に参詣した際、通過した国々では接待を受けたが和泉国のみ接待を受けなかった。そのため、教通の従者が守の朝元を責め立てると、朝元は山寺で籠もってしまったという。
長元元年（1028年）9月の摂津守の除目で申文を提出するが任官は叶わず、翌長元2年（1029年）正月に陸奥守に任ぜられている。位階は従四位下まで昇り、長元4年（1031年）10月卒去。

## 官歴
- 時期不詳：正六位上。右兵衛尉
- 寛弘8年（1011年）6月13日：六位蔵人[5][6]
- 時期不詳：従五位下
- 長和4年（1015年）閏6月14日：見和泉守[7]
- 長元2年（1029年）正月24日：陸奥守[8]
- 長元4年（1031年）10月：卒去[4]

## 系譜
- 父：藤原実方
- 母：不詳
- 妻：藤原通経の娘
  - 男子：藤原定成（1014-?）
- 妻：源国挙の娘
  - 男子：藤原朝方（?-?）
- 生母不明の子女
  - 男子：藤原師任（?-?） - 弟ともいわれる[4]
  - 男子：藤原師経（?-?）
  - 男子：藤原実時（?-?）
  - 男子：藤原実任（?-1088）
  - 男子：定実
  - 男子：成尊
  - 女子：源俊房室